# Sint-Martinustoren (Luyksgestel)

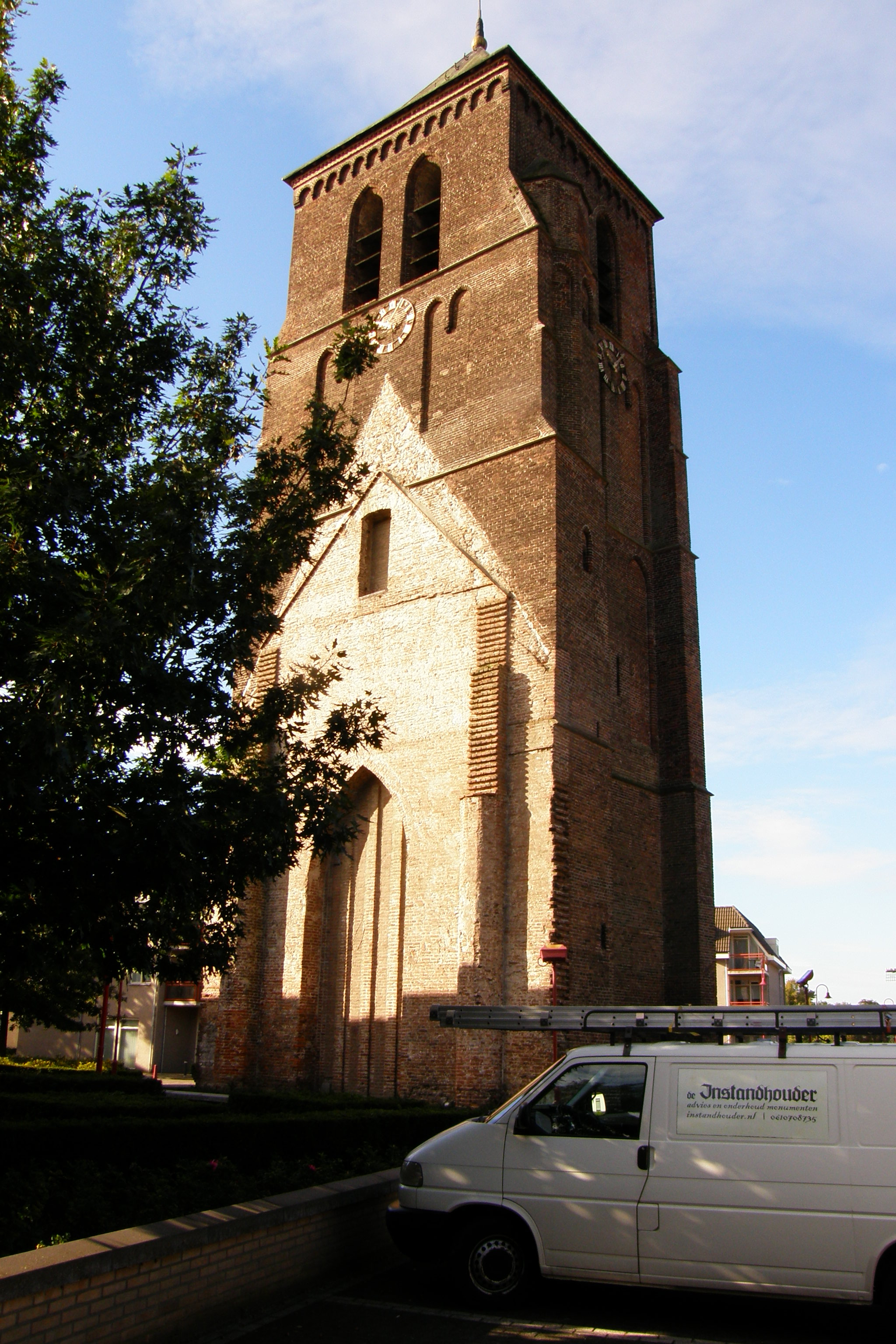
Sint-Martinustoren

De Sint-Martinustoren is een losstaande kerktoren in de tot de Noord-Brabantse gemeente Bergeijk behorende plaats Luyksgestel, gelegen aan Kerkstraat 100.

## Geschiedenis
Het betreft een bakstenen toren in gotische stijl, daterend uit de 15e eeuw. De bijbehorende kerk werd in 1840 bestolen en vervolgens in brand gestoken. In 1843 kwam er een waterstaatskerk gereed die in 1958 werd gesloopt en vervangen door een nieuwe kerk.
De toren bleef bewaard.